# Пархоменко, Андрей Викторович
Андре́й Ви́кторович Пархо́менко (укр. Андрій Вікторович Пархоменко; род. 27 декабря 1971, Одесса) — советский, украинский и российский футболист, защитник и полузащитник; тренер.

## Карьера

### Клубная
Воспитанник одесского футбола. Первые тренеры — Александр Иосифович Розенштраух и Пётр Павлович Русанов. В 1988 году провёл 2 матча за никопольский «Колос» против тюменского «Геолога» и пермской «Звезды». В 1989 году перешёл в одесский «Черноморец», за который провёл лишь один матч на кубок против запорожского «Металлурга» (1:1). В 1991 году играл в другом одесском клубе СКА. В 1992 году подписал контракт с «Тереком». По окончании сезона покинул клуб и вернулся на Украину, где защищал цвета «Таврии», «СК Одесса», «Подолья», «СКА-Лотто», «Черноморца». В 1999 году пополнил ряды болгарского клуба «Ботев» из Врацы. В 2000—2002 годах играл в Молдавии за «Шериф», «Тилигул», «Тирасполь», «Агро», после чего вернулся на Украину в клуб «Иван». 16 марта 2004 года сыграл единственный матч в составе «Закарпатья» против «Николаева» (3:1). После окончания сезона перебрался в «Пальмиру». С 2005 года выступал за «Сахалин», в котором завершил карьеру в 2008 году.

### Тренерская
В 2003 году возглавлял «Иван». Был признан лучшим тренером Украины среди любительских команд. В 2007 и 2008 годах был играющим главным тренером «Сахалина».
С 2008 года возглавлял овидиопольский «Днестр» и «Одессу». В сезоне 2012/13 установил рекорд для главных тренеров клубов Одесской области по количеству официальных матчей в первой лиге Украины: «Днестром» и ФК «Одесса» руководил в общей сложности 147 календарных матчах первенства (80+67), опередив лидировавшего пятнадцать лет Сергея Марусина, руководившего СК «Одесса» в 129 официальных матчах Первой лиги.
В 2014 году вернулся в тренерский штаб «Сахалина», и в марте-апреле 2015 года исполнял обязанности главного тренера команды. С 2015 года тренирует зарянский клуб «Балканы». Стал первым тренером Украины, сумевшим привести свою команду к двум подряд чемпионским титулам в любительской лиге.

## Достижения

### Игровые
- Серебряный призёр чемпионата Молдавии: 1999/00
- Победитель Первой лиги Украины: 2003/04

### Тренерские
- Чемпион Украины среди любителей: 2015, 2016
- Финалист Кубка Украины среди любителей: 2015

## Личная жизнь
Жена — Наталья. Два сына — Константин и Вадим. Брат Дмитрий — футболист и тренер.